# Lussy (Zwitserland)
Lussy is een plaats en voormalige gemeente in het Zwitserse kanton Fribourg en maakt deel uit van het district Glâne.

## Geschiedenis
Op  1 januari 2005 fuseerde de gemeente met Villarimboud tot de gemeente La Folliaz die op 1 januari 2020 fuseerde met Villaz-Saint-Pierre tot de gemeente Villaz.

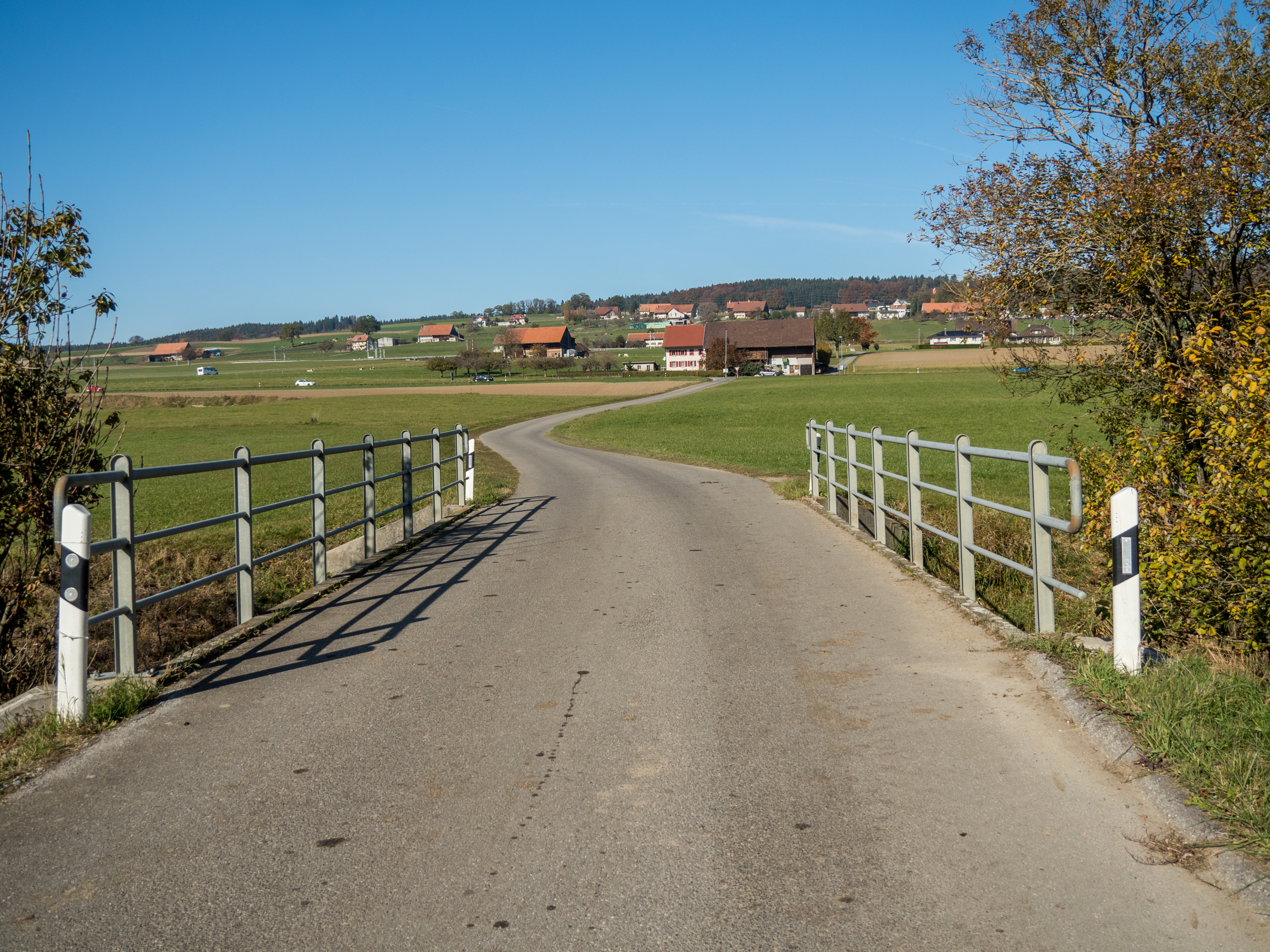
Lussy